# Misericordia (coro)

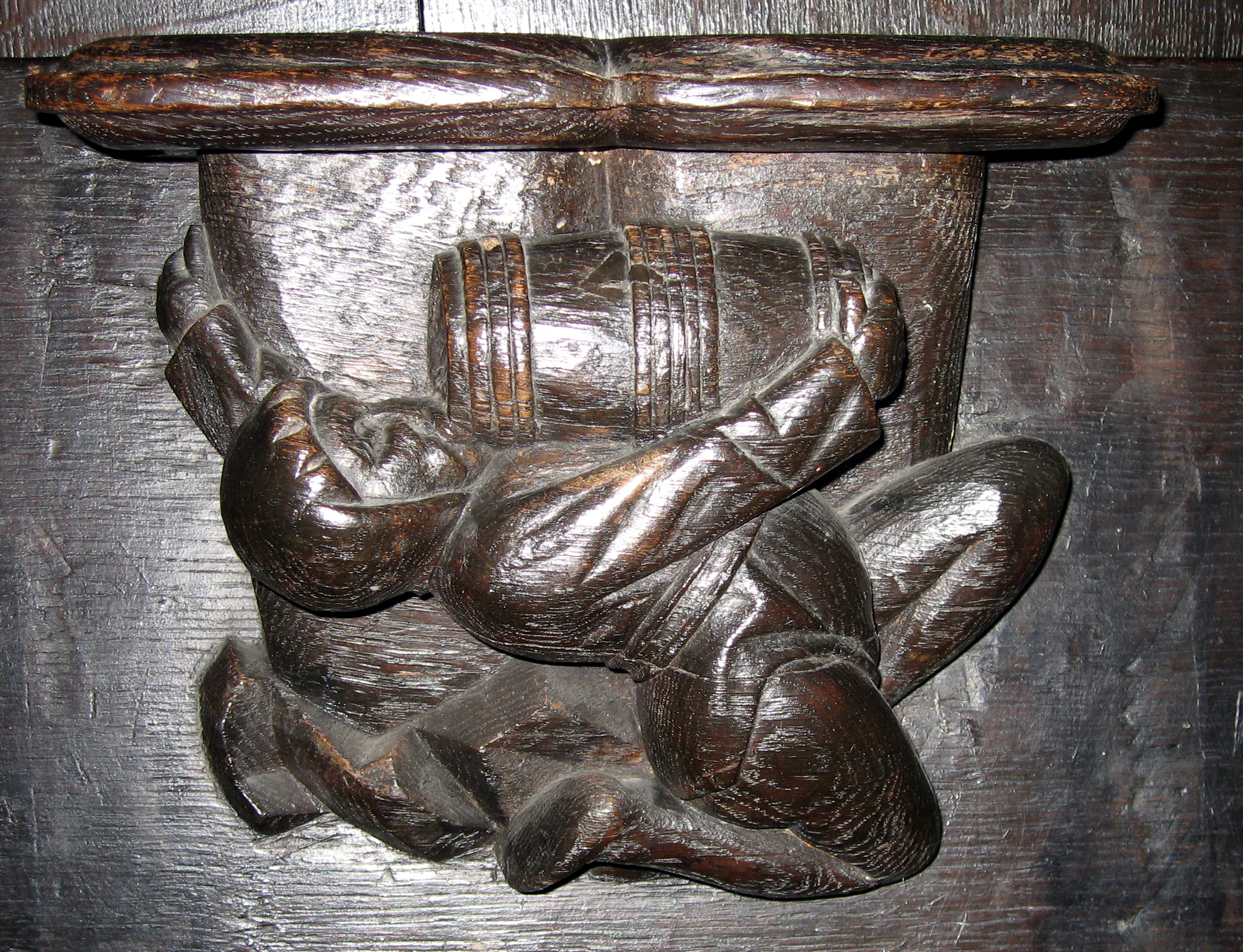
Misericordia en la Marienkirche de Dortmund, un bebedor.

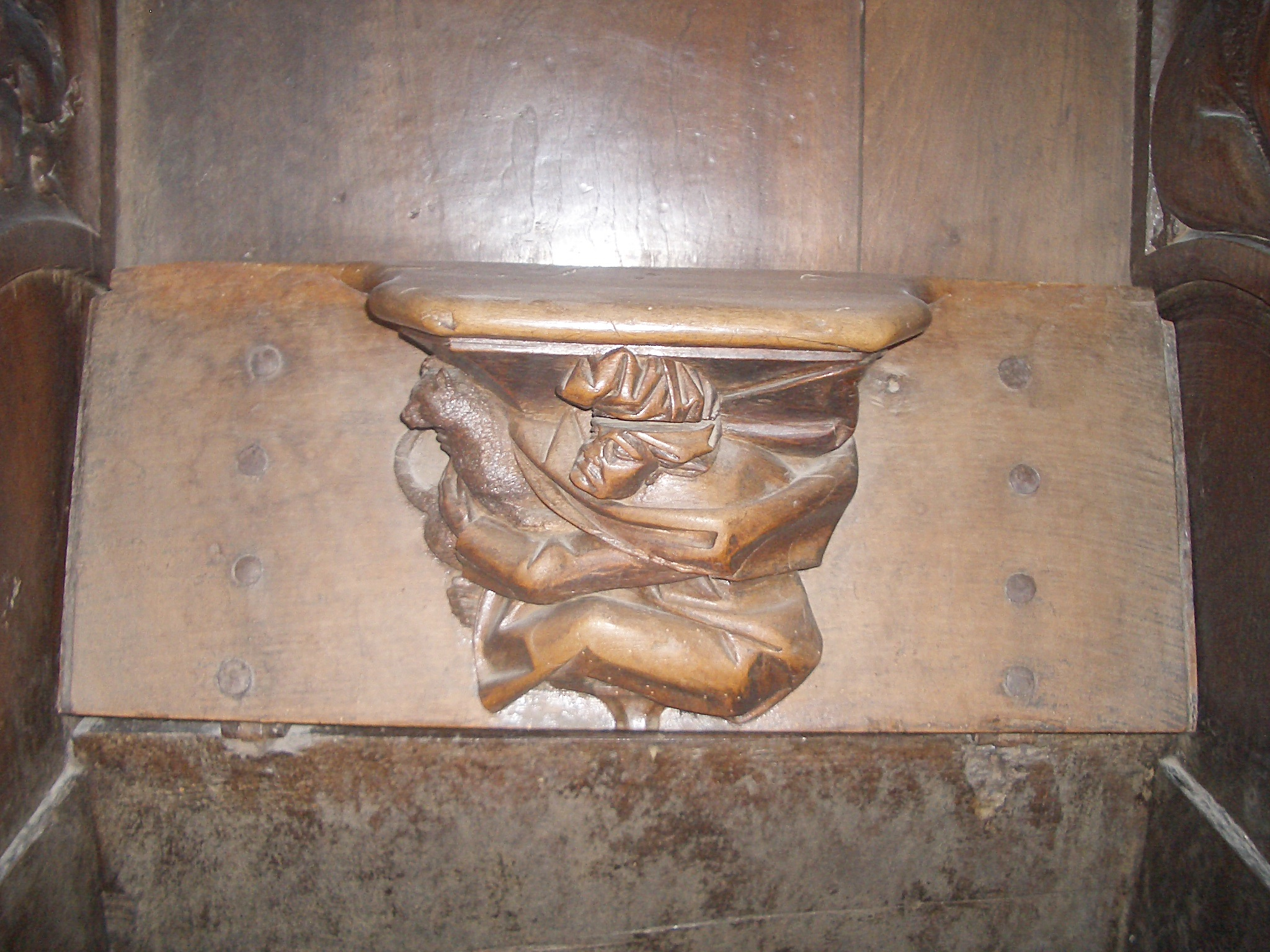
Misericordia en la Catedral de León, ¿Atrapando a un gato?.

La misericordia, coma, o paciencia es una pequeña ménsula o apoyo de una sillería del coro. Es también el resalto esculpido en la cara inferior de los asientos abatibles de los coros de estilo gótico. La sillería del coro tenía asientos plegables para cuando había que levantarse y cantar. Como apoyo para tiempos prolongados de pie se crearon en la parte inferior de los asientos las misericordias, que permitían apoyar las nalgas y reducir la fatiga. El término procede del homónimo latino, misericordia.
Cuando dicho asiento se cierra, la misericordia actúa como punto de apoyo a la persona que de este modo, parece estar de pie en el sitial cuando en realidad está medio sentada. Las misericordias de los sitiales góticos adoptan forma trapezoidal o triangular y están por lo común decoradas con bajorrelieves y figuras simbólicas o grotescas.
Bajo las misericordias se solían crear adornos tallados.  Dado que estaban a la altura del bajo vientre y la mayor parte del tiempo ocultas, estos adornos solían mostrar escenas malévolas como alegorías de los pecados capitales, figuras burlescas, seres fantásticos o escenas profanas, que contrastan fuertemente con la iconografía y estética cristianas que las rodean.

## Galería

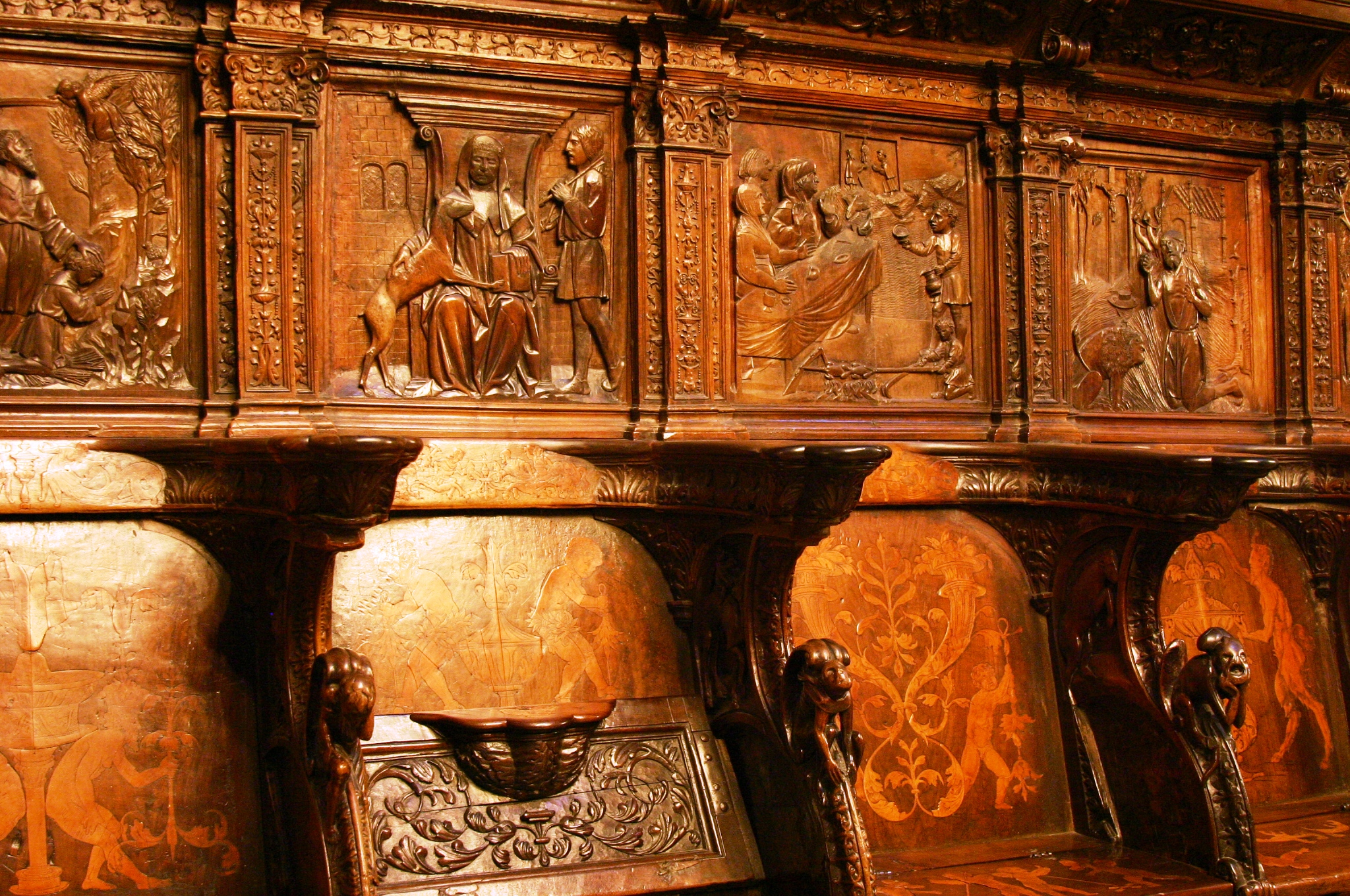
Misericordia en el coro de la Catedral de Burgos
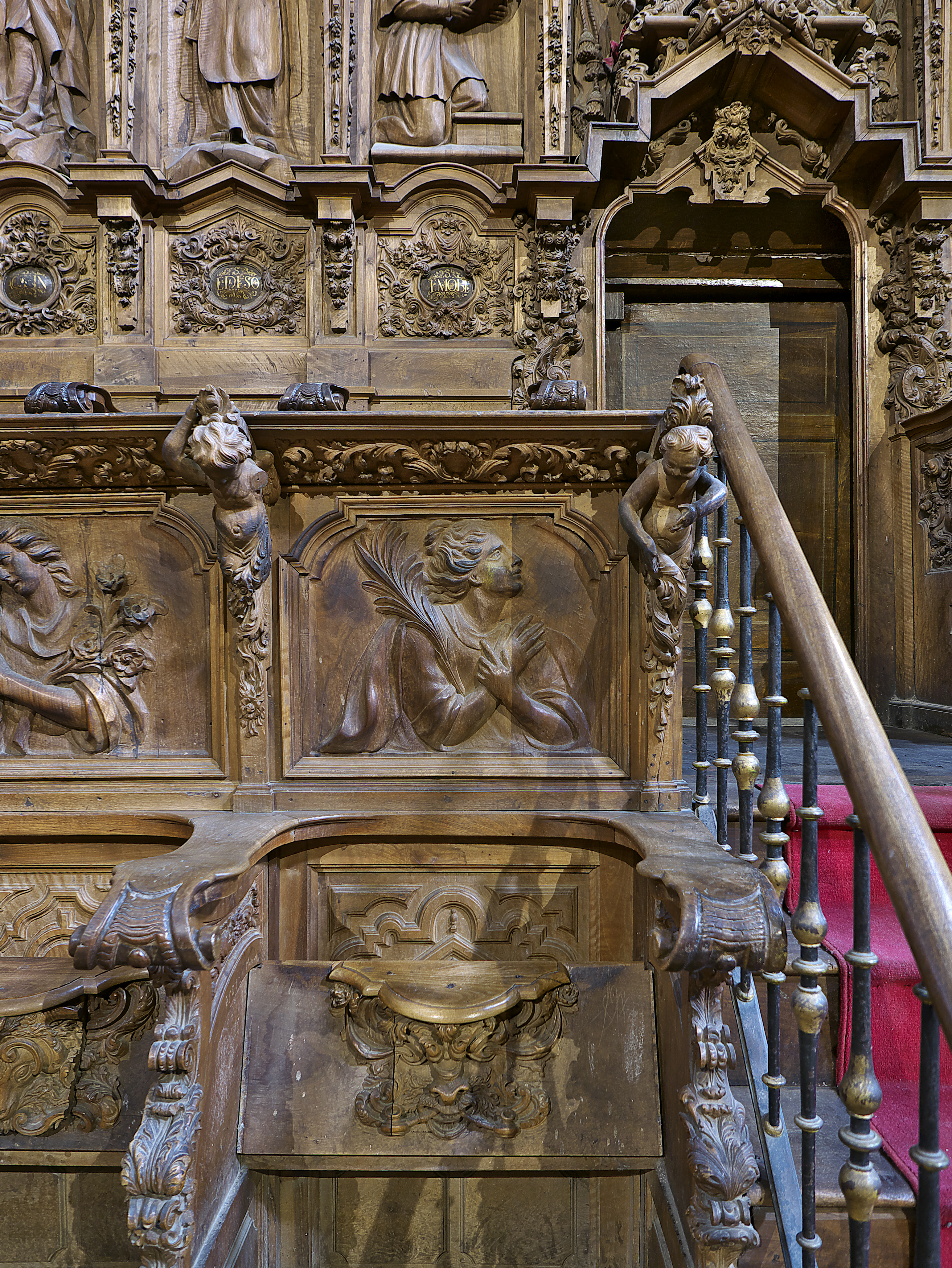
Misericordia en la sillería de coro de la Catedral Nueva de Salamanca
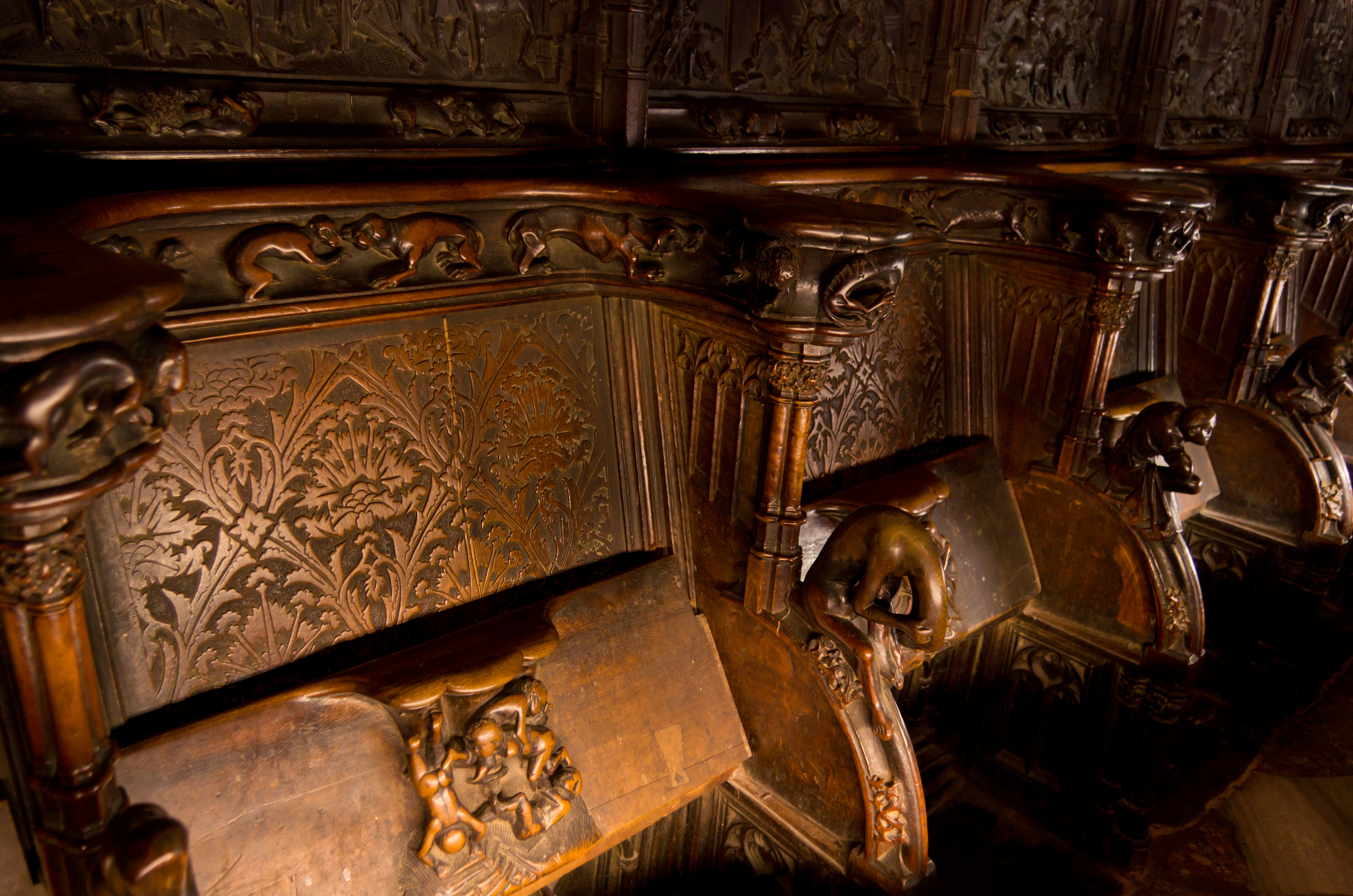
Misericordia en el coro de la Catedral de Toledo
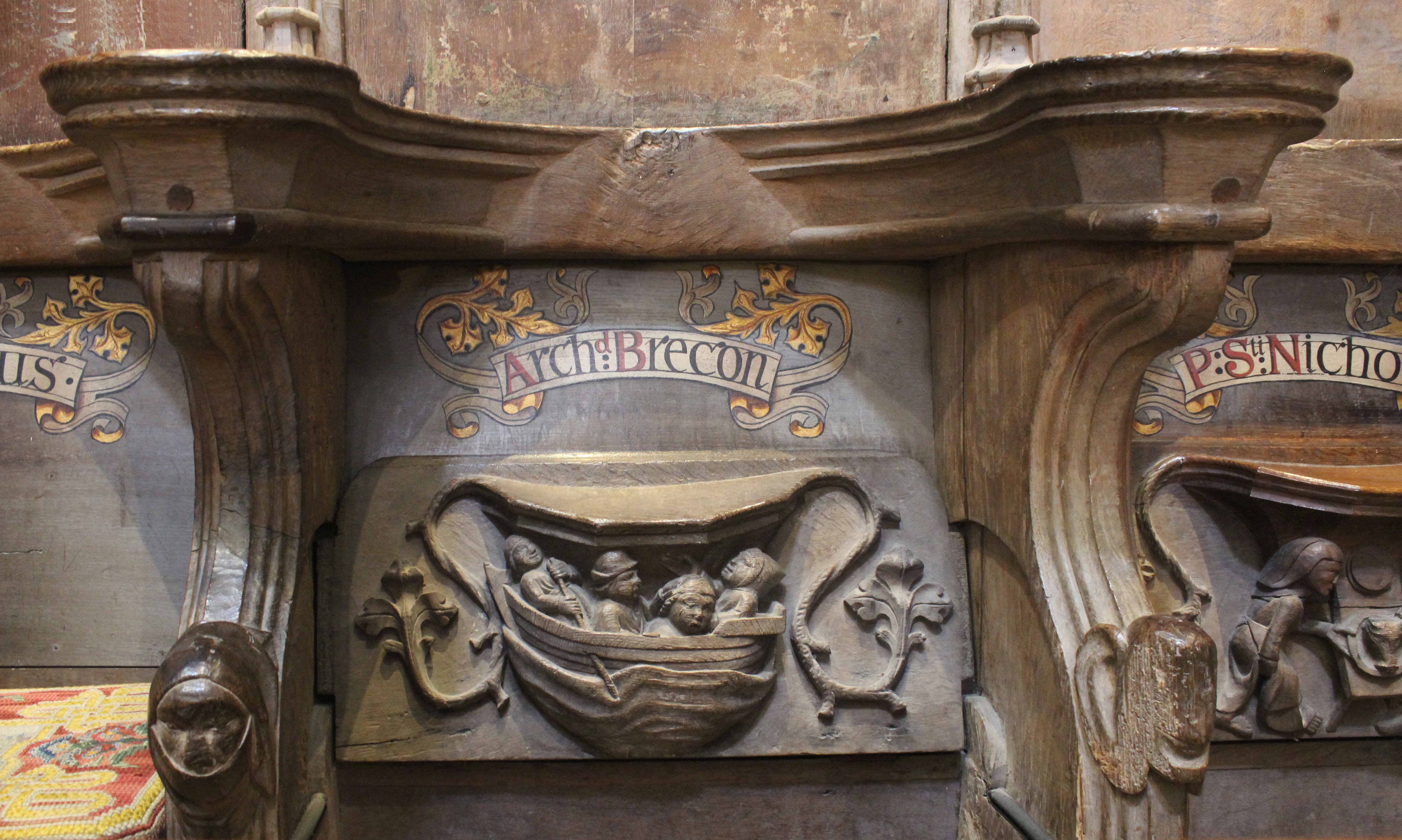
Sede del Archidiácono de Brecon en el coro de la Catedral de St David, Gales, mostrando la misericordia
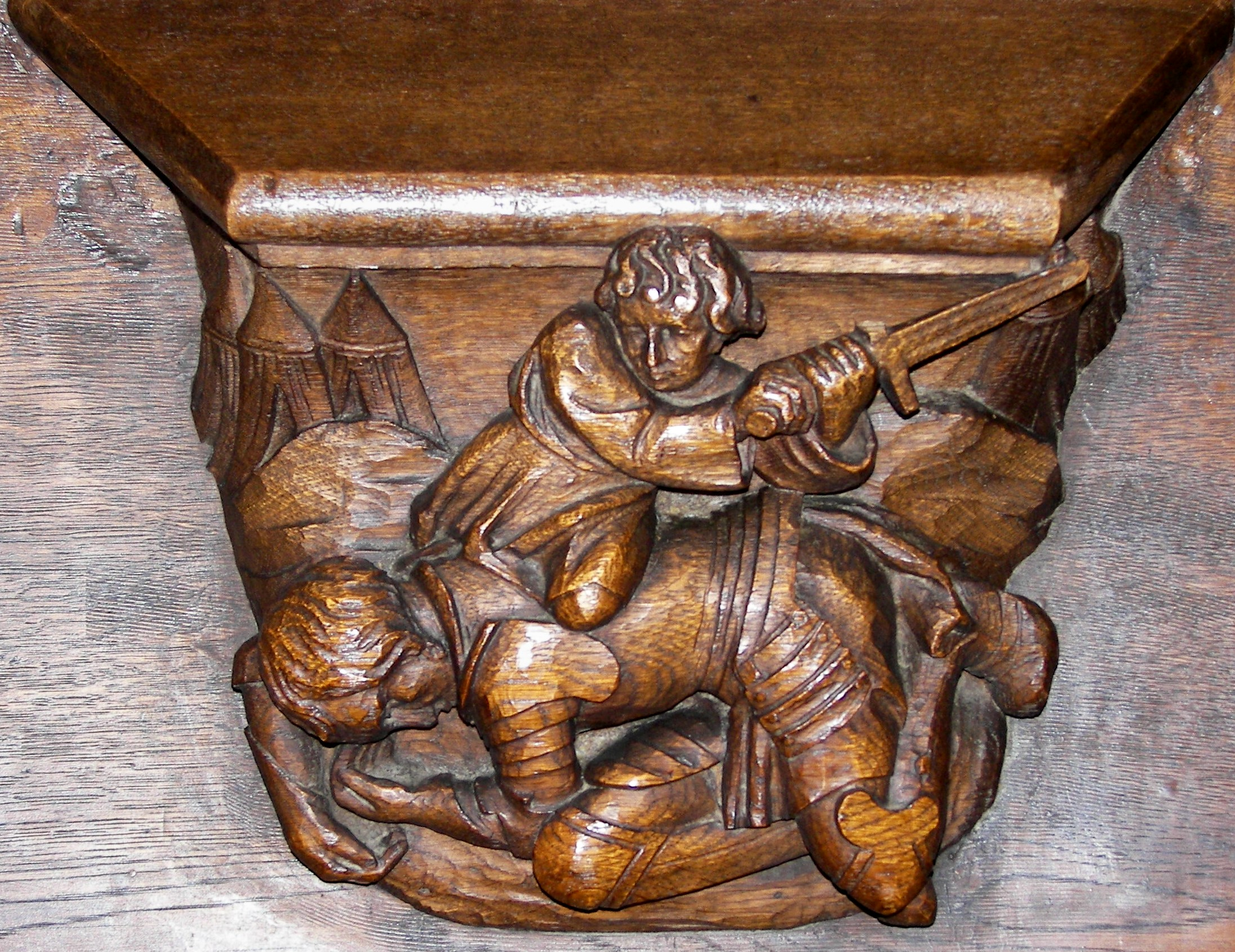
Relieve en la misericordia de la iglesia de Saint Martin en Colmar (Francia)
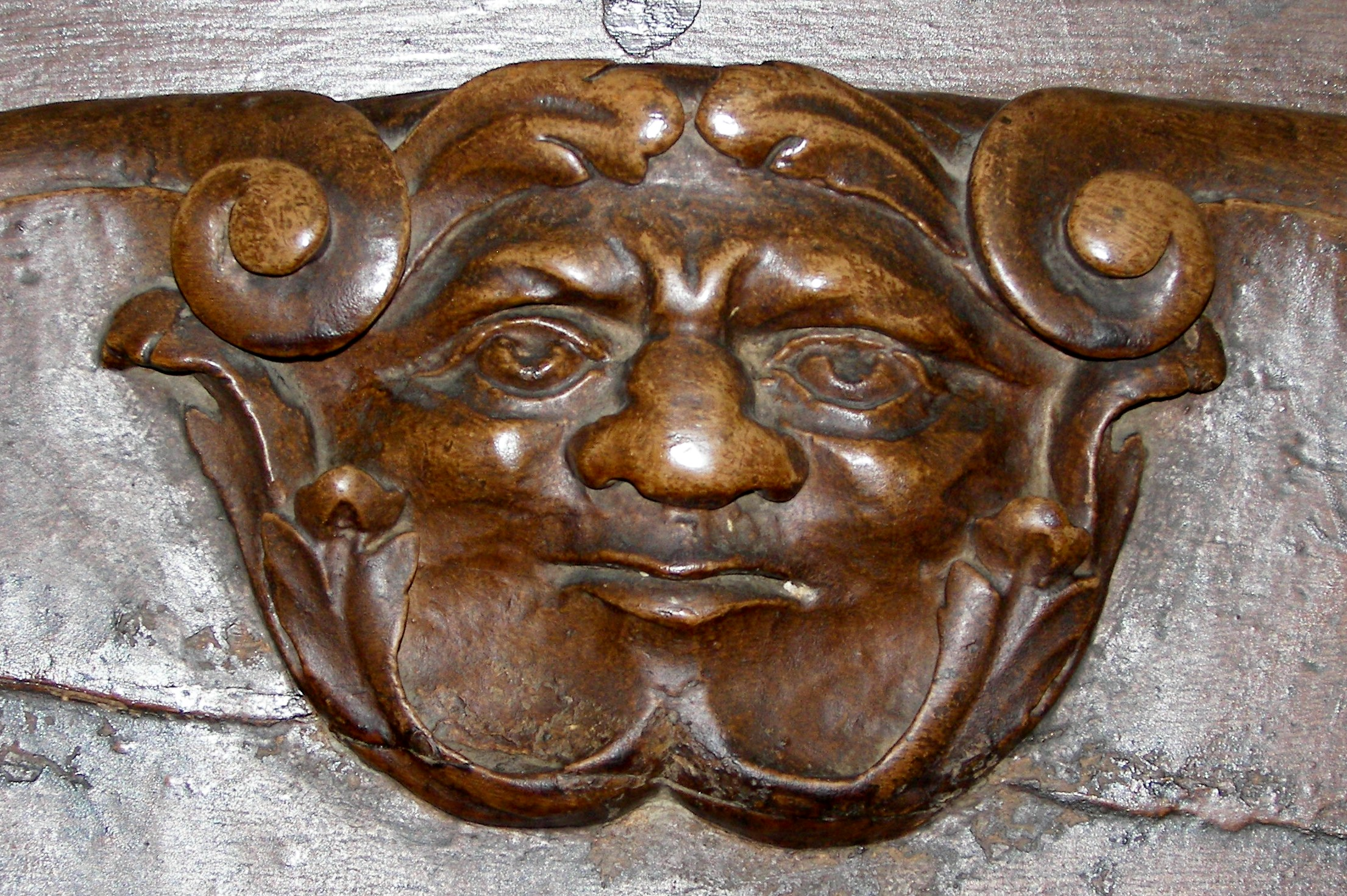
Misericordia en la iglesia de Notre Dame en Rouffach (Francia)
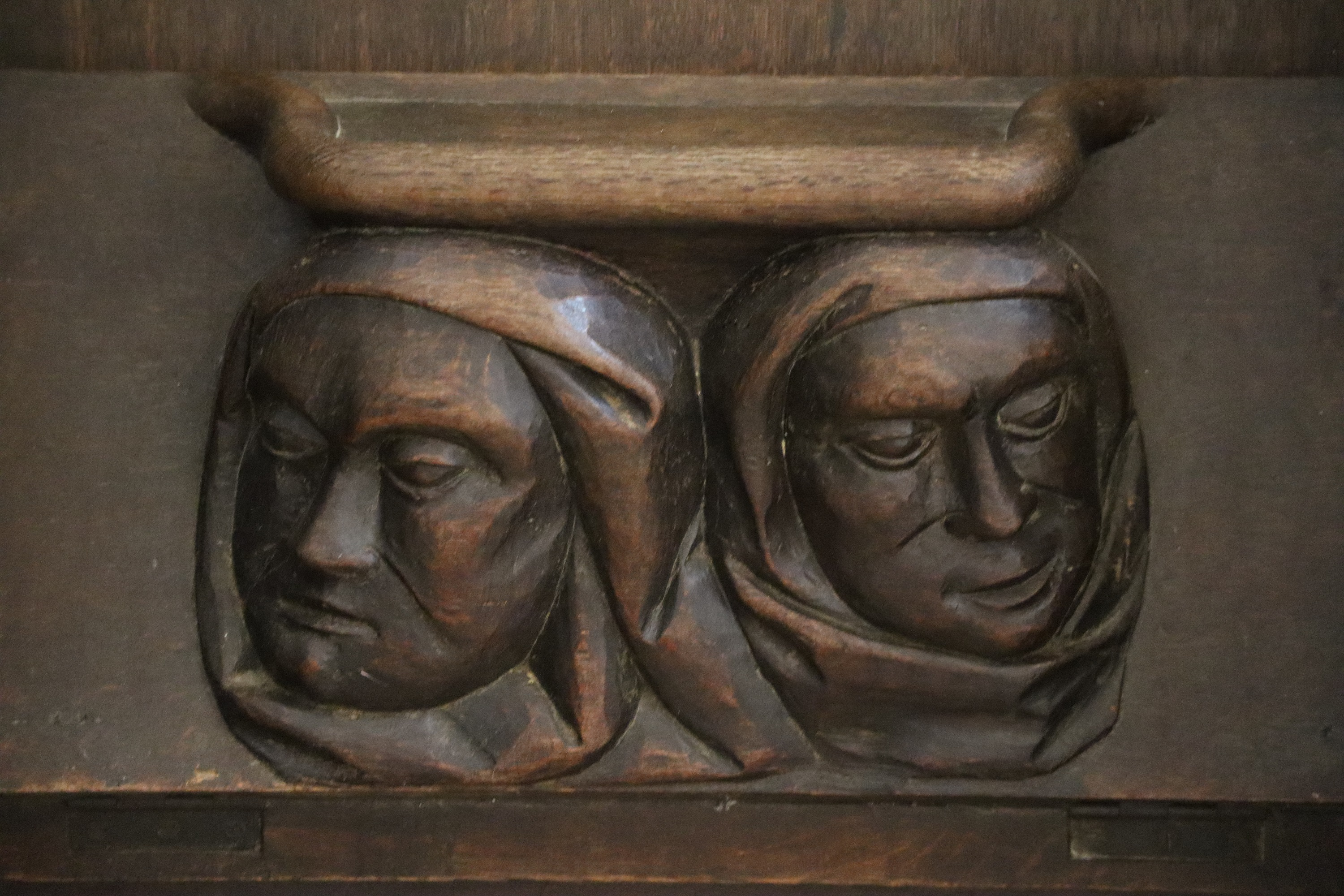
Misericordia en el castillo de Angers (Francia)